# Fenton (Cambridgeshire)
Fenton is een dorp (village en civil parish) in het Engelse graafschap Cambridgeshire. Het dorp ligt in het district Huntingdonshire en telt 366 inwoners.